# Sewa
Sewa – rzeka w Sierra Leone, której bieg rozpoczyna się w górzystym, północno-wschodnim obszarze kraju, nieopodal granicy z Gwineą, u styku rzek Bagbe oraz Bafi (dystrykt Kono, prowincja Wschodnia). Następnie Sewa przebiega przez Sierra Leone w kierunku południowo-zachodnim łącząc się z rzeką Waanje i tworząc rzekę Kittam, która po 48 kilometrach kończy swój bieg ujściem rzeki Sherbro do Oceanu Atlantyckiego.